# Flughafen Toulon-Hyères

i7
i11
i13

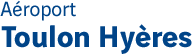
Ehemaliges Logo

Der Flughafen Toulon-Hyères (französisch Aéroport de Toulon-Hyères, IATA-Code: TLN, ICAO-Code: LFTH) ist der Flughafen der südfranzösischen Stadt Toulon und liegt in Hyères im französischen Département Var. Er wird sowohl militärisch als auch zivil genutzt. Der militärische Bereich wird von der Marine nationale als Base d’aéronautique navale d’Hyères Le Palyvestre bezeichnet.

## Geschichte

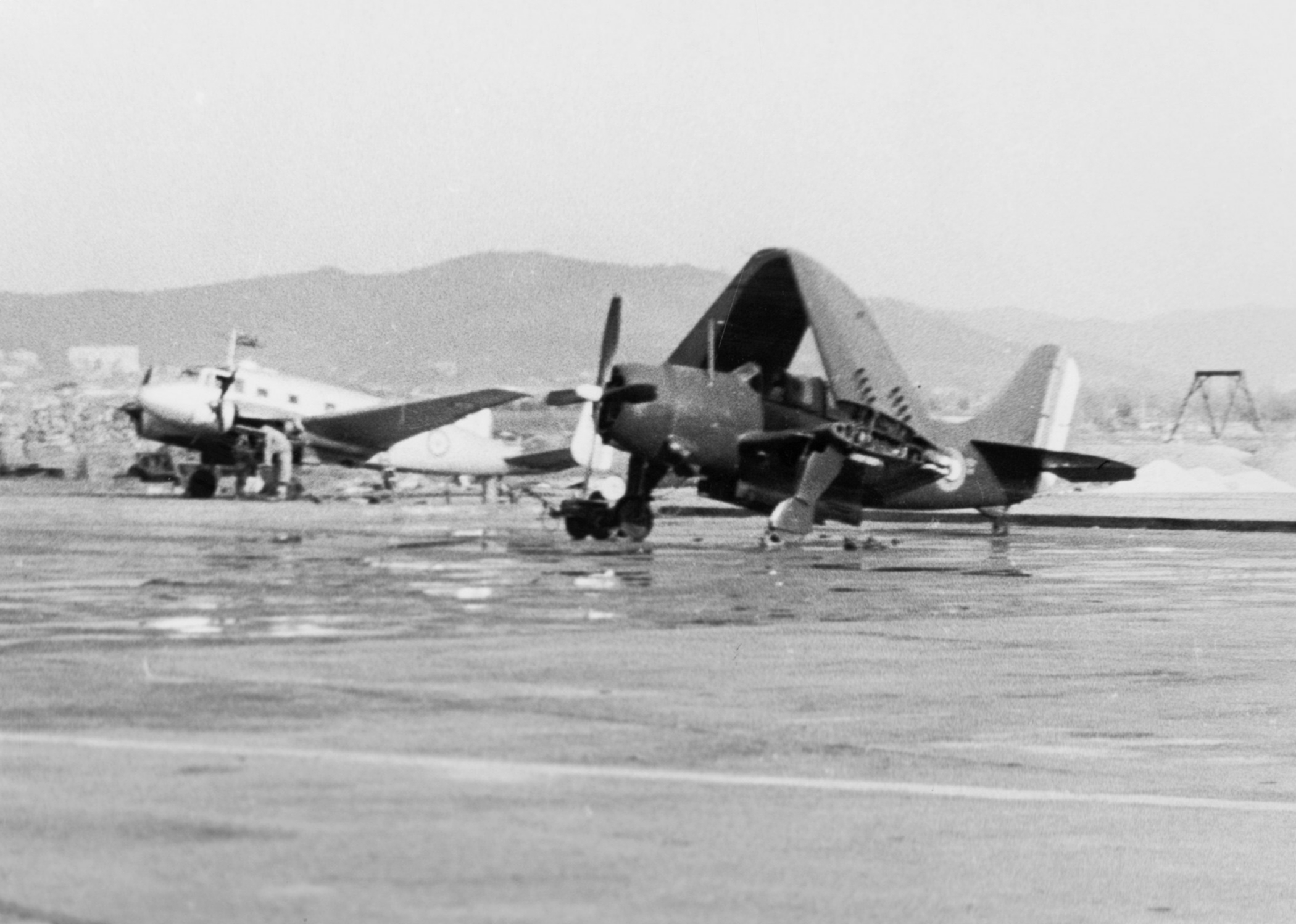
SNCAC NC 702 Martinet und Curtiss SB2C-5, Hyères, ca. 1951

Die Nutzung des heutigen Flughafens durch die französische Marine begann 1925 als Centre d’Aviation Maritime du Palyvestre als Landstützpunkt der Träger-Kampfflugzeuge der Béarn. Der Betrieb von Wasserflugzeugen begann 1928. Der Stützpunkt wurde im November 1942 geschlossen und bei der alliierten Landung in der Provence im Sommer 1944 stark zerstört.
Nach dem Krieg errichtete die Marine ein Ausbildungszentrum für Besatzungen von zunächst propellergetriebenen Trägerflugzeugen. Einhergehend mit der Indienststellung der beiden Flugzeugträger der Clemencau-Klasse begann 1961 der Jet-Flugbetrieb.
Die zwischenzeitlich in Hyères stationierten Einsatzstaffeln wurden im Laufe der 1960er-Jahre in die Bretagne verlegt und der Flughafen wurde für einen parallelen zivilen Flugbetrieb geöffnet. Später lagen hier nur noch Hubschraubereinheiten, die mit französischen Typen, aber auch (bis 2012) mit Sea Lynx ausgerüstet waren.
Der erste reguläre zivile Flug fand am 1. April 1967 statt, der Bau des ersten Passagierterminals begann Anfang 1968 und im Frühjahr desselben Jahres eröffnete Air Inter die Verbindung nach Paris. Air Alpes nahm 1970 den Flugbetrieb nach Korsika auf, weitere Verbindungen kamen in den folgenden Jahren hinzu.
Die Start- und Landebahn wurde 1978 für den Betrieb von Großraumflugzeugen auf 2120 Meter verlängert. Der Ausbildungsbetrieb der Träger-Besatzungen endete 1990, dieser findet heute in den USA und in Landivisiau statt. Im Jahre 1998 wurde das zivile Terminal modernisiert und erweitert.

## Fluggesellschaften und Ziele
Der Flughafen Toulon-Hyères wird Stand 2025 von den Fluggesellschaften Luxair, Transavia sowie ASL Airlines angeflogen.
Es werden die Ziele Algier, Brest, Lille, Luxemburg, Nantes, Paris Orly und Rotterdam bedient.

## Ausstattung
Am Flughafen können JET A1 und AVGAS getankt werden. Auf einer Fläche von 11.500 Quadratmetern können maximal 1.500.000 Passagiere jährlich abgefertigt werden.
Befeuerungen: HI/BI auf 05 und 23, PAPI auf 05 und 23.

## Militärische Nutzung

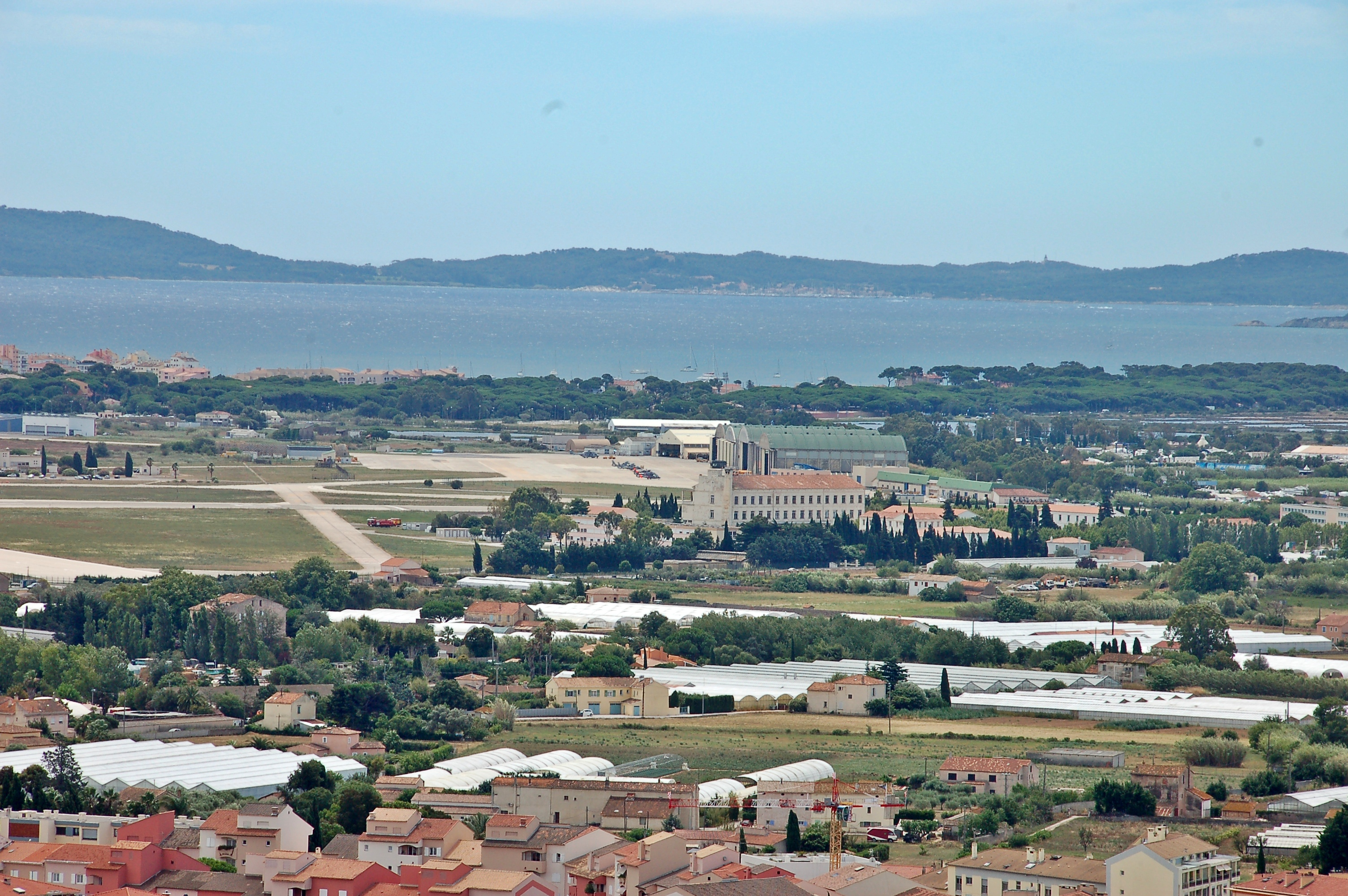
Hallen und Flugzeuge auf dem militärischen Teil des Flugplatzes

Die Aéronavale nutzt die Basis zurzeit (2022) wie folgt:
- Flottille 31F, eine Staffel Mehrzweck-Bordhubschrauber NHIndustries NH90 Nato Fregate Helicopter „Caiman“ (seit 2012)
- Flottille 35F, eine Staffel trägergestützte Bordhubschrauber  Eurocopter SA.365N „Dauphin“ und Aérospatiale SA.319 „Alouette III“, erstere dienen als SAR-Hubschrauber in Hyères und den Aussenbasen Le Touquet und Tahiti.
- Flottille 36F, eine Staffel leichte bordgestützte Mehrzweckhubschrauber SA.365N „Dauphin“, Stand 2019 war die Umrüstung auf Camcopter S-100 geplant[4]
- Detachement 28F/EPV, eine Abteilung einer Staffel mit Verbindungsflugzeugen Embraer EMB 121A „Xingu“

Hinzu kommen einige nicht-fliegende Verbände sowie das Testcenter Escadrille CEPA/10S.
Nach Schließung der Marinefliegerbasis am Flughafen Nîmes 2011 ist Hyères der einzig verbliebene Stützpunkt der französischen Marineflieger im Süden des Landes.

## Zivile Nutzung

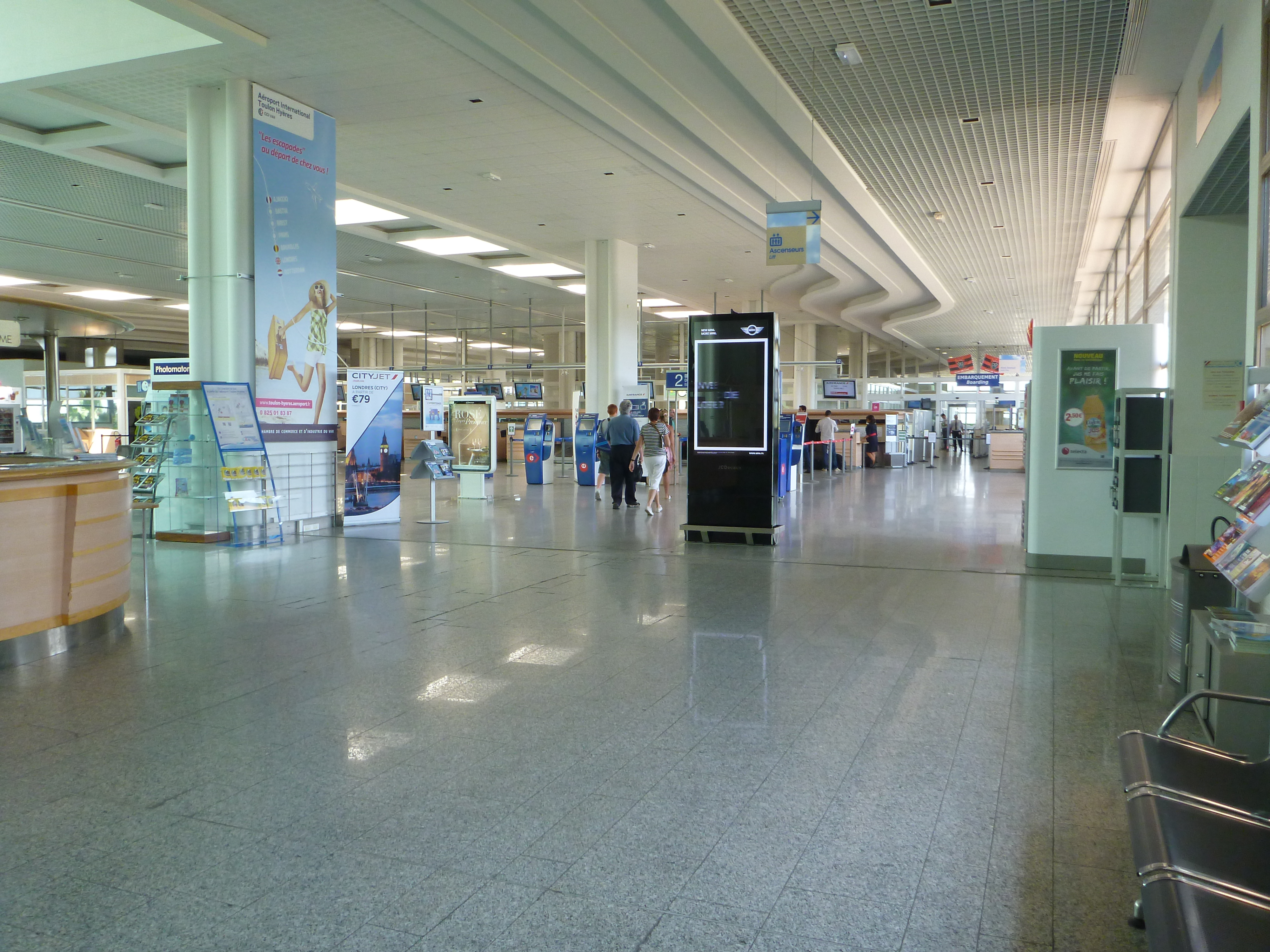
Schalterhalle im Abflugbereich

Betreiber war von 1967 bis 2015 die Chambre de commerce et d’industrie du Var (Industrie- und Handelskammer Var). Zum 1. April 2015 erhielt der private Bau- und Infrastrukturkonzern VINCI Airports vom französischen Staat die Konzession zum Betrieb des Flughafens über die nächsten 25 Jahre.

## Verkehrsanbindung
Die Buslinien 63 und 102 des regionalen Nahverkehrsunternehmens réseaumistral verbinden den Flughafen mit dem Zentrum von Hyères respektive Toulon. Zudem stehen am zivilen Flughafenterminal Taxis bereit.

## Zwischenfälle
- Am 14. Juli 1948 wurde eine Douglas DC-3/C-47B-10-DK der British Overseas Airways Corporation (BOAC) (Luftfahrzeugkennzeichen G-AGKN) auf einem Frachtflug von Malta zum Flughafen Toulon-Hyères südwestlich von Toulon in wolkenverhangene Klippen geflogen. Bei diesem CFIT (Controlled flight into terrain) wurden alle sechs Insassen getötet, vier Besatzungsmitglieder und zwei Passagiere.[6]